# Nathalie Giguère
Nathalie Giguère (Quebec, 16 de enero de 1973) es una deportista canadiense que compitió en natación.
Ganó una medalla de plata en el Campeonato Pan-Pacífico de Natación de 1989, en la prueba de 200 m braza. Participó en los Juegos Olímpicos de Barcelona 1992, ocupando el sexto lugar en la misma prueba.

## Palmarés internacional
| Campeonato Pan-Pacífico | Campeonato Pan-Pacífico | Campeonato Pan-Pacífico | Campeonato Pan-Pacífico |
| Año                     | Lugar                   | Medalla                 | Prueba                  |
| ----------------------- | ----------------------- | ----------------------- | ----------------------- |
| 1989                    | Tokio (Japón)           | Medalla de plata        | 200 m braza             |